# The Very Best of Bonnie Tyler Volume 1.
A The Very Best of Bonnie Tyler Volume 1. Bonnie Tyler nagy sikerű válogatásalbuma, amely Németországban platinalemez lett.

## A kiadványról
A németországi Sony Music adta ki a The Very Best of Bonnie Tyler Volume 1. című válogatásalbumot, melyre a legjobb Tyler-slágerek kerültek 1977-től 1990-ig. A kronologikus sorrendben felkerült slágerek között megtalálhatjuk az It’s a Heartache-et, a Holding Out for a Herot és a Bitterblue-t is. Felkerült még a lemezre két duett is. Az egyik a A Rockin’ Good Way amelyet Shakin' Stevens közreműködésével énekel és amely első helyen szerepelt az ír toplistán 1984-ben. Valamint a Mike Oldfield által írt és vele előadott Islands című sláger is. A lemezre többnyire csak listavezető slágerek kerültek. Érdekesség, hogy első ízben kerültek fel dalok Bonnie 1988-as lemezéről (Hide Your Heart, Save Up all Your Tears). A Columbia négy BMG-dal jogait vásárolta meg, a dalok közül három a Bitterblue lemezről való (Bitterblue, Against the Wind, Where Were You) valamint egy Bonnie Tyler és testvére, Paul Hoplins által írt, a BMG kiadásában megjelent dal, az I can't Leave your Love Alone.
Az album Németországban, Ausztriában és Svájcban jelent meg. A szövegkönyvben egy több oldalas karriertörténet olvasható, öt fényképpel, illetve az albumon szereplő dalok németországi toplistás helyezését is tartalmazza. Az utolsó két oldalon, pedig korábbi két nagylemeze, a Bitterblue és az Angel Heart promóciója látható. A Sony egy ajándékkupont is csatolt a szövegkönyvhöz.
Dear Friends. This is my Collection for You

## Volume 2.
The Very Best of Bonnie Tyler Volume 2.

## Díjak
- Bravo OTTO – Az év legjobb válogatásalbuma 1993
- Platinalemez Németországban 600.000+ eladott példány

## Dalok
| #  | Dalcím                                                                      | Zeneszerző                    | Producer            | Hossz | TOP |
| -- | --------------------------------------------------------------------------- | ----------------------------- | ------------------- | ----- | --- |
| 1  | Lost in France                                                              | R. Scott / S. Wolfe           | R. Scott / S. Wolfe | 3:55  | 3   |
| 2  | It’s a Heartache                                                            | R. Scott / S. Wolfe           | R. Scott / S. Wolfe | 3:30  | 2   |
| 3  | Here Am I                                                                   | R. Scott / S. Wolfe           | R. Scott / S. Wolfe | 3:45  | 24  |
| 4  | Total Eclipse of the Heart                                                  | Jim Steinman                  | Jim Steinman        | 7:00  | 16  |
| 5  | Straight from the Heart                                                     | Bryan Adams                   | Jim Steinman        | 3:47  | -   |
| 6  | A Rockin’ Good Way feat. Shakin' Stevens                                    | R. Scott / S. Wolfe           | R. Scott / S. Wolfe | 2:50  | 5   |
| 7  | Holding Out for a Hero                                                      | Jim Steinman                  | Jim Steinman        | 5:50  | 11  |
| 8  | Loving You’s a Dirty Job (But Somebody’s Gotta Do It) (feat. Todd Rundgren) | Jim Steinman                  | Jim Steinman        | 7:47  | 30  |
| 9  | If You Were a Woman                                                         | Desmond Child                 | Jim Steinman        | 5:15  | 32  |
| 10 | Islands (feat. Mike Oldfield)                                               | Mike Oldfield                 | Mike Oldfield       | 4:10  | 41  |
| 11 | Hide Your Heart                                                             | Desmond Child                 | Jim Steinman        | 4:25  | -   |
| 12 | Save Up All Your Tears                                                      | Desmond Child                 | Desmond Child       | 4:20  | -   |
| 13 | Bitterblue                                                                  | Dieter Bohlen                 | Dieter Bohlen       | 3:50  | 17  |
| 14 | Against the Wind                                                            | Dieter Bohlen                 | Dieter Bohlen       | 3:40  | 36  |
| 15 | Where Were You                                                              | Albert Hammond / Holly Knight | Roy Bittan          | 4:00  | 43  |
| 16 | Till the End of Time (feat. Dan Hartman)                                    | Giorgio Moroder               | Giorgio Moroder     | 4:35  | -   |
| 17 | I Can't Leave Your Love Alone (Previousy Unreleased)                        | Alan Darby                    | P. Hopkins          | 4:40  | -   |

## A produkció
- Összeállította: David Brunner (HANSA), Uwe Lerch (Sony Music)
- Fotók: RCA, HANSA, Sony Music
- Borítófotó: Gerd Trats
- Borító: Angelika Bartels

## Toplista
| Ország      | Helyezés | Hét | Minősítés I.          | Minősítés II.           |
| ----------- | -------- | --- | --------------------- | ----------------------- |
| Németország | 3        | 40  | Aranylemez (+300,000) | Platinalemez (+600,000) |
| Svájc       | 6        | 23  | Aranylemez (+25,000)  | Platinalemez (+50,000)  |
| Ausztria    | 17       | 15  | Aranylemez (+25,000)  | Platinalemez (+50,000)  |

- 2011 – The Ultimative Chart Show (RTL) #34 (A németországi RTL Televízió összeállítása szerint minden idők 34. legnépszerűbb válogatásalbuma Németországban)
- 2011 – amazon.de Top 100 Best Of Album Chart #70